# Syndikalistischer Frauenbund
Der Syndikalistische Frauenbund (SFB) war eine Fraueninitiative, die 1921 innerhalb der Freien Arbeiter-Union Deutschlands (FAUD) entstand und 1925 bis zu 1000 Mitglieder in verschiedenen Regionalverbänden hatte. Der Frauenbund nahm Positionen ein, die von der Frauenbewegung nach 1968 wieder aufgegriffen wurden.

## Geschichte
Bis zum Jahr 1908 war es Frauen nicht gestattet, an politischen Versammlungen teilzunehmen oder sich in politischen Organisationen zu engagieren. Im Gegensatz zu den traditionellen Gewerkschaften, wo organisierte Frauen und Männer in Lohnarbeit standen, hatte die FAUD den Charakter eines gesamtgesellschaftlichen Anliegens und stritt für allgemeine Frauenrechte. Demgemäß war der Frauenbund auch interessiert und aktiv für Hausfrauen; sie sollten neben den Lohnarbeiterinnen als Gleichberechtigte gelten. Als Beilage in der Zeitschrift Der Syndikalist erschien einmal im Monat die Publikation Der Frauenbund. Nachdem die Frauen das Wahlrecht erhalten hatten beteiligten sich 1918 bei der ersten Reichstagswahl rund 80 % der Frauen. Im Oktober 1921 trafen sich die Regionalverbände des Frauenbundes zum ersten Reichskongress der syndikalistischen Frauen in Düsseldorf. Zahlreiche Ortsgruppen aus Berlin, Mülheim, Schweinfurt, Duisburg und anderen Städten waren vertreten. Wahrscheinlich wäre die Anzahl der beteiligten Ortsgruppen größer gewesen, aus Kostengründen konnten nicht alle teilnehmen. Auf dem 13. Kongress der FAUD in Düsseldorf brachte der Frauenbund eine Resolution heraus, in der „in allen Orten syndikalistische Frauenbünde ins Leben zu rufen und dafür zu sorgen, daß die Frauen und Töchter aller Syndikalisten Mitglieder dieser Frauenorganisation werden“ gefordert wurde.
Der syndikalistische Frauenbund setzte sich im Gegensatz zur 2. Internationalen sozialistischen Frauenkonferenz vom 27. August 1910 in Kopenhagen (Frauenkampftag) – wo Agitation für das Frauenwahlrecht als wichtigstes Thema angesehen wurde –, für Erziehung, Körperpflege, Ernährung, Wohnen, Familie und Bildung ein. Der SFB machte darauf aufmerksam, dass die organisierten Frauen einen nicht unwesentlichen Beitrag in der Streik- und Boykott-Bewegung leisten konnten. Die Föderation der syndikalistischen Frauenbünde veröffentlichte 1922 einen Aufruf in dem es unter anderem hieß: „Wir Frauen und Mädchen zählen weit mehr als die Hälfte der Menschheit. Und trotzdem werden wir doppelt ausgebeutet.“

„Das Scheitern der syndikalistischen Frauenbünde ist darauf zurückgeführt worden, daß einerseits die vorgegebenen Organisationsstrukturen der FAUD den Bedürfnissen der Hausfrauen nach informellen Zusammenschlüssen nicht entsprachen und daß die Frauen andererseits durch die Konfrontation mit den widersprüchlichen Verhaltensweisen der Männer nachhaltig abgeschreckt wurden.“